# 會本久美子
會本 久美子 （えもと くみこ、1981年 - ）は、日本のイラストレーター。2003年創形美術学校デザイン科卒業。
ファッションや音楽などカルチャー方面へのイラスト提供を行う。現在、東京を拠点に、個展やグループ展に取り組んでいる。

## 受賞歴
- 149回ザ・チョイス入選（審査：有山達也、2006年）
- イラストノート　第1回ノート展入選（2007年）

## 過去の仕事

### 音楽
- おおはた雄一　CDジャケットイラスト
- YUKI 「5star」ツアー Tシャツ／ブックレット
- YUKI 「センチメンタルジャーニー」ライブ用映像イラスト
- YUKI ファンクラブ会報誌「commune」
- GRAND GALLERY レーベルCDジャケット「LOVERS ROCK NIGHT」
- KaRato 「KaRato」CDジャケット
- F.M.K.D. CDジャケット

### 雑誌・書籍
- anan（マガジンハウス）
- Esquire日本版（エスクァイアマガジンジャパン）※廃刊
- DAZED &CONFUSED JAPAN 「絵短歌日記」（DAZED&CONFUSED JAPAN）
- FIGARO japon（阪急コミュニケーションズ）
- ku:nel（マガジンハウス）
- Number（文藝春秋）
- STUDIO VOICE（INFAS）
- 「飛ぶ教室」（光村図書）
- 「本とも」〜歌よりも長く〜（徳間書店）
- TOMOTOMO（新美容出版）
- Kraso（フェリシモ）
- 「31」（ポエトリーブックス）

### ファッション
- ANNA SUI×伊勢丹
- 池袋PARCO
- VIVAYOU
- stof [seesaw]コレクション
- シューズショップLeTalon にてライブペインティング（オープニングイベントとして）
- Rope Picnic＋maruman
- セレクトグッズショップ「四月」店舗壁画、ポスター　等

### その他
- Kenriki Co.（家具／インテリア雑貨へのアートワーク提供）
- THOUSAND LEAVES（プロダクトレーベル／食器、家具等のイラストレーションを制作）